# Jan Kleinpenning
Johan Martin Gerard Kleinpenning (Den Haag, 2 januari 1936) is een Nederlandse sociaal-geograaf, en emeritus hoogleraar Sociale geografie met als bijzonder aandachtsgebied de 'Sociale Geografie van de Ontwikkelingslanden' aan de Katholieke (later Radboud) Universiteit Nijmegen. Hij heeft vooral gepubliceerd over Latijns-Amerika en over de ontwikkelingsproblematiek.

## Levensloop
Jan Kleinpenning behaalde in 1953 het diploma HBS-A aan het Sint-Aloysiuscollege in Den Haag en ging in oktober van dat jaar na advies van zijn leraar Ruud Cools  sociale geografie studeren aan de Rijksuniversiteit Utrecht. In 1959 deed hij het doctoraal examen sociale geografie (met lof). In 1962 promoveerde hij op het proefschrift "La Región Pinariega. Estudio Geográfico del noroeste de Soria y sudeste de Burgos (España)". De aanzet daartoe was al in 1956 gegeven, toen hij mocht deelnemen aan een lange studiereis door noordelijk Spanje die door zijn hoogleraar Adriaan de Vooys was georganiseerd.
Na een kort assistentschap werd hij in 1960 wetenschappelijk ambtenaar bij het Geografisch Instituut van de Rijksuniversiteit Utrecht. Na zijn promotie werd hij benoemd tot wetenschappelijk ambtenaar 1e klas. Op 1 september 1965 kwam hij in dienst van het Geografisch Instituut  van de Katholieke Universiteit Nijmegen, waar zijn vroegere leraar Cools inmiddels was benoemd tot hoogleraar met de taak ook in Nijmegen een geografie-opleiding te verzorgen. Hier was hij  eerst wetenschappelijk hoofdambtenaar, vanaf 1 juli 1971 lector, met de leeropdracht ‘Sociale geografie, met bijzondere aandacht voor de Spaans- en Portugees-sprekende gebieden’. Zijn benoeming vond plaats in een periode waarin er kritiek was op de beoefening van de regionale geografie en er gepleit werd voor een thematische benadering van het object van de geografie. Onderkend werd echter dat zich bij de beoefening van de regionale geografie soms bijzondere taalbarrières voordoen die speciale voorzieningen wenselijk maken, zoals Kleinpennings lectoraat. Per 1 januari 1975 werd Kleinpenning gewoon hoogleraar met als leeropdracht Sociale Geografie en volgde hij Ruud Cools op. Op 1 februari 1997 maakte hij gebruik van de toen bestaande VUT-regeling en op 1 februari 2001 ging hij met emeritaat. Sinds 1997 is hij actief gebleven op het terrein van onderzoek en blijven publiceren.
Kleinpenning heeft naast zijn onderzoek en onderwijs ook  ruim 100 organisatorische en bestuurlijke taken vervuld, zowel binnen zijn faculteit en universiteit als daarbuiten. Sommige taken waren van zeer korte duur, andere daarentegen meerjarig.  Hij was onder meer van maart 1977 tot maart 1980  vice-voorzitter en voorzitter van het Koninklijk Nederlands Aardrijkskundig Genootschap (KNAG); in de periode 1977-1984 lid van de WOTRO Adviescommissie Sociale Wetenschappen; van 1984 tot 1992 lid van het bestuur van de NWO- Stichting voor Wetenschappelijk Onderzoek van de Tropen, waarvan 4 jaar als voorzitter; in de periode 1971-1979 en 1988-1996  lid van het Algemeen Bestuur van het Interuniversitair Centrum voor Studie en Documentatie van Latijns-Amerika en het Caribisch gebied (CEDLA) te Amsterdam (waarvan 8 jaar als voorzitter); in de periode 1987-1994 oprichter en voorzitter van het Nijmeegs Instituut voor Comparatieve Cultuur- en Ontwikkelingsstudies (NICCOS); van 1989-2002 Editor-in-Chief van de NICCIOS boekenreeks; en  in de periode 1981-1988 vice-voorzitter en voorzitter van de afdeling Nederland van de International Geographical Union (IGU). Als zodanig zorgde hij ervoor dat het 28ste Internationaal Geografisch Congres in 1996 in Amsterdam werd gehouden. Ook was hij mede-organisator van het 46ste Internationaal Amerikanisten Congres te Amsterdam in 1988.
In 1997 werd Jan Kleinpenning toegelaten tot de Arbeitsgemeinschaft Deutsche Lateinamerika Forschung (ADLAF). In 1998 werd hij benoemd tot erelid van de Werkgemeenschap Latijns-Amerika en het Caribisch Gebied. Het Koninklijk Nederlands Aardrijkskundig Genootschap reikte hem in 2006 voor zijn verdiensten de Plancius-medaille uit.
In maart 2010 werd hij benoemd tot Officier in de Orde van Oranje-Nassau.

## Werk
Jan Kleinpenning heeft zijn wetenschappelijk werk verricht in de traditie van de Franse School, waarvan het gedachtegoed indertijd de basis vormde van de Utrechtse en Nijmeegse Geografie opleidingen. De sociale geografie houdt zich volgens die traditie vooral bezig met de wijze waarop grotere of kleinere menselijke groeperingen zich een bestaan proberen te verwerven; de mate waarin zij daarbij succesvol zijn; de wijze waarop en de mate waarin zij daartoe hun woongebied benutten, inrichten  en transformeren: de ruimtelijke processen en structuren die daarvan het gevolg zijn; en de dynamiek en de ruimtelijke diversiteit die zich bij dit alles voordoen.
Als medewerker aan het Geografisch Instituut in Utrecht verzorgde Kleinpenning onder meer colleges Agrarische Geografie, en organiseerde en leidde hij excursies naar Spanje en Portugal en leeronderzoek in delen van de Hunsrück en Westduitse Rhön. Ook in Nijmegen verzorgde  Kleinpenning aanvankelijk colleges Agrarische geografie en organiseerde en leidde hij buitenlandse excursies en leeronderzoeken. Nieuw was dat hij nu ook onderwijs over Latijns-Amerika diende te verzorgen.  Eenmaal benoemd tot lector werd onderwijs over en onderzoek in Latijns Amerika een van zijn hoofdtaken. Daarnaast kwam er een andere taak bij, want aan de officiële leeropdracht van het lectoraat werd al spoedig de afspraak verbonden dat hij zich niet alleen bezig zou houden met de geografie van het genoemde taalgebied maar ook met de overige niet-westerse gebieden. Daardoor werden de Ontwikkelingslanden zijn feitelijke terrein van onderwijs en onderzoek, met dien verstande dat zijn onderwijs het brede terrein van de ontwikkelingslanden besloeg en in Latijns-Amerika het veldonderzoek plaats vond; zijn aanvankelijke aandacht voor het Iberisch Schiereiland  verminderde aanmerkelijk. Na zijn benoeming tot gewoon hoogleraar kwam in de onderwijs- en onderzoekstaak geen verandering en vond er een consolidering plaats door de oprichting van de vakgroep Sociale Geografie van Ontwikkelingslanden (SGO) in 1977. Deze heeft tot aan zijn emeritaat bestaan. 
Zijn onderzoek in Latijns Amerika heeft zich in de periode 1970-2013 vooral gericht op rurale ontwikkeling, toegang tot land, kolonisatie en intensievere occupatie van het grondgebied in de periode na de aanvankelijke kolonisatie. Het heeft plaats gevonden in Brazilië, Uruguay en Paraguay en was vooral in beide laatstgenoemde landen sterk historisch-geografisch van karakter. De titels van de hieronder genoemde publicaties illustreren dit.
In de publicaties en het onderwijs over de Ontwikkelingslanden lag het accent geheel op de ontwikkelingsproblematiek: de kenmerken en oorzaken van onderontwikkeling en de diversiteit van wat indertijd de ‘Derde Wereld’ heette. In 1978 verscheen 'Profiel van de Derde Wereld', dat veel gebruikt werd in het universitaire geografie-onderwijs. De verscheidenheid van de problematiek van de onderontwikkeling werd geïllustreerd in 'Drie Maal Derde Wereld' (1980). Beide boeken werden later samen met Henk Reitsma bewerkt tot 'The Third World in Perspective', dat in 1985 verscheen. De strijd om de ruimte voor lage inkomensgroepen vormde daarbij een belangrijk thema . Daarbij koos Kleinpenning steeds voor een regionaal-geografische benadering en benadrukte hij dat er geen monocausale verklaring van het verschijnsel ‘Onderontwikkeling’ was. Hij stond kritisch tegenover  de in de jaren ’70 en ’80 populaire ‘dependencia-visie’, volgens welke  de oorzaak van de onderontwikkeling van de ‘Derde Wereld’ uitsluitend werd gezocht in de negatieve gevolgen van de westerse kapitalistische penetratie en de daaruit voortvloeiende afhankelijkheid van de Eerste Wereld. Geografen die Kleinpenning in die tijd inspireerden waren onder meer de Oostenrijkse geograaf Hans Bobek en de Franse geograaf Yves Lacoste.
Tijdens de Nijmeegse periode was Kleinpenning promotor van 36 promovendi en in oktober 1988 erepromotor van de Franse geograaf Pierre Gourou.

## Publicaties
Kleinpenning heeft een omvangrijk oeuvre tot stand gebracht. Hij heeft anno 2020 meer dan 180 publicaties op zijn naam staan. Daarmee is hij een van de meest productieve geografen van Nederland. Ongeveer twee derde van zijn werk betreft Latijns-Amerika; ± 14% handelt over ontwikkelingsproblematiek. Een groot deel verscheen in het Frans, Duits, Engels of Spaans.
In de loop der jaren verschoof het accent. In de periode tot 1970 publiceerde hij vooral over Spanje en de Hunsrück. Daarna gingen vrijwel alle publicaties over delen van Latijns Amerika, de problematiek van de ontwikkelingslanden en een aantal ‘Derde Wereld’landen (o.a. Taiwan, Cuba en India). Nadat in 2013 het langlopende historisch-geografische onderzoek in Paraguay was afgesloten met de publicatie van twee Spaanstalige standaardwerken sloot hij zijn Latijns-Amerikaanse periode af en richtte hij zich weer op de gebieden waar hij als jong onderzoeker was begonnen. Hij publiceerde onder meer een herziene, geactualiseerde editie van zijn proefschrift en nieuwe studies over Cuevas del Almanzora, de Ebrodelta en de Hunsrück. Hij publiceerde een biografie van leraar, baas en collega Cools, blikte terug op zijn eigen werkzame leven in Omgekeken en Teruggedacht en op het universitaire bedrijf zoals hij dat lang had meegemaakt in Quo Vadis Alma Mater. Daarna kwam zijn werkterrein nog dichter bij te liggen, doordat hij in 2019 een boek over zijn woonplaats Odijk publiceerde. 
Daarnaast ontstonden 36 proefschriften onder zijn leiding.
Ontwikkelingsproblematiek algemeen
- Profiel van de Derde Wereld. Een inleiding tot de geografie van de onderontwikkeling. Assen: van Gorcum 1978. 346 pp. Serie Mens en Ruimte, 4.
- Drie Maal Derde Wereld. Een inleiding tot de verscheidenheid van de ontwikkelingslanden. Assen: van Gorcum 1980. 272 pp. Serie Mens en Ruimte, 11.
- Profiel van de Derde Wereld. Assen: van Gorcum 1981. 378 pp. Serie Mens en Ruimte, 4 (herziene en uitgebreide uitgave van de publicatie uit 1978).
- Met H.A. Reitsma. The Third World in Perspective. Assen/Maastricht: van Gorcum 1985. 420 pp. Serie Mens en Ruimte, 18. Amerikaanse editie bij Rowman & Allanheld.
- Met H.A. Reitsma. The Third World in Perspective. Assen/Maastricht: van Gorcum 1989. 435 pp. Serie Mens en Ruimte, 18. (tweede herziene editie van de publicatie uit 1985).
- Over verre landen en Nederlandse geografen. Afscheidscollege gegeven bij het aftreden als gewoon hoogleraar in de Sociale Geografie van de Ontwikkelingsgebieden aan de Katholieke Universiteit Nijmegen op vrijdag 16 mei 1997. Nijmegen: Katholieke Universiteit. 21 pp.

Milieuproblemen in ontwikkelingslanden
- Redactie van: Milieuproblemen in de Derde Wereld, een sociaal-geografische inleiding. Assen: van Gorcum 1980. 179 pp. Serie Mens en Ruimte, 10.
- Redactie van: Milieuproblemen in ontwikkelingslanden. Een sociaal-geografische inleiding. Assen: van Gorcum 1993. 156 pp. (Tweede, geheel herziene druk van de publicatie uit 1980).

Latijns-Amerika algemeen en grotere delen
- Editor van Competition for Rural and Urban Space in Latin America and its Consequences for Low Income Groups. Contributions to a Symposium Organized at the 45th International Congress of Americanists, Bogotá, 1-7 July 1985. 174 pp. Amsterdam/Nijmegen: Koninklijk Nederlands Aardrijkskundig Genootschap/Geografisch en Planologisch Instituut, Katholieke Universiteit Nijmegen 1986. Nederlandse Geografische Studies, 25.
- Editor van Special Issue. American Studies in the Netherlands, 1970-1987. Boletín de Estudios Latinoamericanos y del Caribe, 44, junio de 1988. 66 pp.
- Editor van The Incorporative Drive. Examples from Latin America. Saarbrücken/Fort Lauderdale: Verlag Breitenbach Publishers 1991. 293 pp. Nijmegen Studies in Development and Cultural Change, 8.
- Schuivende fronten. Historisch en geografisch mozaïek van de kolonisatie van Zuid- en Midden-Amerika. Nijmegen: Nijmegen University Press 1996. 454 pp.
- Samen met P.H.C.M. van Lindert redacteur van Latijns-Amerika. Assen: van Gorcum, 1997. 208 pp.

Brazilië
- Brazilië als Ontwikkelingsland. Amsterdam: Meulenhoff Educatief 1971. 45 pp. Cahier De Geo Geordend (enigszins herzien in 1972 en 1973).
- Operação Amazônia. Nijmegen: Katholieke Universiteit Nijmegen 1972. 29 pp. Openbare les. Tevens verschenen in Intermediair, 8e jrg, afl. 35, 1 sept. 1972, pp. 1,3 en 5 onder de titel `Ontwikkelingsmaatregelen in Brazilië', en in afl. 36, 8 sept. 1972, pp. 31, 33 en 35 onder de titel `Ontwikkelingsresultaten in het Amazonegebied'.
- Brazilië. Roermond: Romen 1973. 188 pp. Panorama van de Wereld.
- The Integration and Colonisation of the Brazilian Portion of the Amazon Basin. Nijmegen: Geografisch en Planologisch Instituut, Katholieke Universiteit Nijmegen 1975. 177 pp. Nijmeegse Geografische Cahiers, 4.
- Brazilië als ontwikkelingsland. Amsterdam: Meulenhoff Educatief 1978. 80 pp. Cahier De Geo Geordend. (Tweede sterk herziene uitgave van de publicatie uit 1971-73).
- Brazilië als ontwikkelingsland. Amsterdam: Meulenhoff Educatief 1983. 58 pp. Cahier De Geo Geordend. (Derde herziene uitgave van de publicatie uit 1971 en 1978).
- Brazilië. Landendocumentatie, Koninklijk Instituut voor de Tropen, afl. 1987, 4. 's-Gravenhage: Staatsuitgeverij 1987. 69 pp.

Paraguay
- The Integration and Colonisation of the Paraguayan Chaco. Nijmegen: Geografisch en Planologisch Instituut, Katholieke Universiteit Nijmegen 1984. 94 pp. Nijmeegse Geografische Cahiers, 24.
- Paraguay. Zutphen: Uitgeverij Terra 1984. 74 pp. Landendocumentatie Koninklijk Instituut voor de Tropen, 1984, afl. 5.
- Man and Land in Paraguay. Dordrecht/Providence R.I.: Foris Publications Holland 1987. 267 pp. Latin America Studies, nr. 41, Centre for Latin American Research and Documentation (CEDLA).
- Rural Paraguay, 1870-1932. Amsterdam: CEDLA 1992. 545 pp. CEDLA Latin America Studies, 66.
- `La inmigración alemana al Paraguay y su papel en el desarrollo económico desde 1870'. In: B.Potthast, K. Kohut, G. Kohlhepp (eds). El espacio interior de América del Sur. Geografía, historia, política, cultura, pp. 227-250. Frankfurt am Main/Madrid, Vervuert, 1999. Americana Eystettensia 19.
- Paraguay 1515-1870. A Thematic Geography of its Development. Bibliotheca Ibero-Americana, Publicaciones del Institito Ibero-Americano, Vol. 92/1 + 92/2. Frankfurt am Main: Vervuert 2003. 1820 pp.
- The Mennonite Colonies in Paraguay. Origin and Development. Berlijn: Iberoamerikanisches Institut. 2009. 48 pp. Ibero-Bibliographien 5.
- Rural Paraguay, 1870-1963. A Geography of Progress, Plunder and Poverty. Frankfurt am Main/Madrid: Vervuert Verlag/Iberoamericana. 2009. 2 dln. 880 en 530 pp.
- “Die deutsche Einwanderung in Paraguay seit 1870 und deren Rolle bei der wirtschaftlichen Erschließung“/“La inmigración alemana en Paraguay desde 1870 y su rol en el desarrollo económico“. In: 150 Jahre Deutsch-Paraguayische Beziehungen/150 Años de Amistad Paraguayo-Alemana, pp. 52-74 + 75-96. Asunción: Embajada de Alemania
- Paraguay 1515-1870. Una geografía temática de su desarrollo. Asunción: Tiempo de Historia. 2011. 820 pp.
- Paraguay Rural 1870-1963. Una geografía del progreso, el pillaje y la pobreza. Asunción: Tiempo de Historia. 2015. 629 pp.

Uruguay
- Peopling the Purple Land. A Historical Geography of Rural Uruguay, 1500-1915. Amsterdam: CEDLA 1995. 355 pp. CEDLA Latin America Studies 73.

Spanje en Portugal
- La Región Pinariega. Estudio geográfico del noroeste de Soria y sudeste de Burgos (España). Groningen 1962. 208 pp. (Proefschrift).
- Cuevas del Almanzora. Problèmes agraires actuels d'une commune dans le Sud-Est espagnol semi-aride. Utrecht: Geografisch Instituut der Rijksuniversiteit Utrecht 1965. 97 pp. Bulletin 3, afdeling Sociale Geografie, Geografisch Instituut der Rijksuniversiteit Utrecht.
- Spanje-Portugal. Roermond: Romen 1970. 186 pp. Panorama van de Wereld.
- Spanje-Portugal. Bussum: Romen 1975. 182 pp. Panorama van de Wereld (tweede geheel herziene uitgave van de publicatie uit 1970).
- Los Pueblos Pinariegos. Tríptico geográfico-histórico del noroeste de Soria y sudeste de Burgos. Soria: Diputación Provincial de Soria. 2014. 382 pp.
- Cuevas del Almanzora. Pasado y presente económico y demográfico de un municipio en el sureste español semiárido 1964-2014. Odijk: eigen beheer. 2014. 142 pp.
- Pasado y Presente de una Comarca Arrocera: el delta del Ebro. Saarbrücken: Editorial Académica Española. 2017. 96 p. Digitale en geprinte versie.

Hunsrück
- Der Hunsrück. Der Wandel der Agrarstruktur seit 1950 unter dem Einfluss der erweiterten nichtlandwirtschaftlichen Arbeitsmöglichkeiten. Utrecht: Geografisch Instituut der Rijksuniversiteit Utrecht 1964. 85 pp. Bulletin 2, afdeling Sociale Geografie, Geografisch Instituut der Rijksuniversiteit Utrecht.
- Der Hunsrück und seine Landwirtschaft. Drei Momentaufnahmen. Odijk 2018. 40 pp.

Thematische Geografie algemeen
- Geografie van de Landbouw. Utrecht: Het Spectrum 1968. 364 pp. Aula nr. 373.

Nederland
- Met A.C. de Vooys. Bronnen voor het regionale onderzoek in Nederland. Groningen: Wolters 1963. 196 pp.
- Quo Vadis Alma Mater. Over de universiteit van vroeger, van nu en in de toekomst. Den Haag: Uitgeverij U2pi. 2018. 111 pp. Met cartoons van Niels Bongers.
- Twaalf Eeuwen Odijk. Hoe een middeleeuws landbouwdorpje een moderne woonplaats werd. Wijk bij Duurstede. 2019. 106 pp. Historische Reeks Kromme Rijngebied 18.
- Twaalf  Eeuwen Werkhoven. Een agrarisch dorp dat zijn karakter behield. Wijk bij Duurstede 2020. Met J. van Impelen (In voorbereiding)

Biografieën
- Rudolf Hendrikus Alexander Cools (1908-1987). Leraar aardrijkskunde en geschiedenis. Hoogleraar sociale geografie. Odijk: eigen beheer. 2014. 243 pp.
- Omgekeken en Teruggedacht. Herinneringen van een sociaal-geograaf.  Odijk 2016. 322 pp. Uitgave in Eigen Beheer.

Voor een volledig overzicht van publicaties tot 2016 zie: Jan M.G. Kleinpenning, Omgekeken en Teruggedacht. Herinneringen van een sociaal-geograaf, Odijk, 2016
- Bibsys: 97046769
- Biblioteca Nacional de España: XX1331513
- Bibliothèque nationale de France: cb120647922 (data)
- Gemeinsame Normdatei: 119557584
- International Standard Name Identifier: 0000 0000 8365 1300
- Library of Congress Control Number: n78095717
- Nationale Bibliotheek van Israël: 987007323921805171
- Nederlandse Thesaurus van Auteursnamen: 068274114
- Système universitaire de documentation: 067044484
- Virtual International Authority File: 24623297
- WorldCat: E39PBJwX7kRQbvRCFqQqXCtFrq

1. ↑  Kleinpenning, 2016, pp.27-28
2. ↑  Dietvorst, 1988, pp.62-87
3. ↑  Kleinpenning, 1981, pp. 422-428